# Nadezhda Kotliarova
Nadezhda Kotliarova (Rusia, 12 de junio de 1989) es una atleta rusa especializada en la prueba de 4x400 m, en la que consiguió ser subcampeona europea en pista cubierta en 2013.

## Carrera deportiva
En el Campeonato Europeo de Atletismo en Pista Cubierta de 2013 ganó la medalla de plata en los relevos de 4x400 metros, con un tiempo de 3:28.18 segundos, tras Reino Unido y por delante de la República Checa (bronce).